# アーネスト・ラングリン
アーネスト・ラングリン（Ernest Ranglin、1932年6月19日 - ）は、ジャマイカのマンチェスター教区で生まれたギタリスト。カリブ音楽の発展に多大な貢献をした開発者である彼のスタジオ・ワンでのセッションワークは、1950年代後半にジャマイカで大流行するスカの誕生を助けた。

## ディスコグラフィ
- Wranglin (1964) Island
- Reflections (1965) Island
- Guitar in Ernest (1965) Federal Records / reissued by Dub Store Records
- Sonny’s Blues: Live at Ronnie Scott’s – Sonny Stitt (1966) JHAS
- Boss Reggae (1969) Federal
- Ranglypso (1976) MPS
- Ranglin Roots (1977) Water Lily
- From Kingston JA to Miami USA (1983) Vista Sounds
- Below the Bassline (1996) Island Jamaica Jazz
- Sounds & Power (1996) Studio One
- Soul D'Ern (1997) Jazz House
- Tribute to a Legend (1997) K-Jazz
- Memories of Barber Mack (1997)
- In Search of the Lost Riddim (1998) Palm Pictures
- EB @ Noon (2000) Tropic
- Modern Answers to Old Problems (2000) Telarc
- Grooving (2001) Blue Moon
- Gotcha! (2001) Telarc
- Alextown (2005) Palm Pictures
- Surfin' (2005) Telarc

## テレビ出演
- 地球テレビ　エル・ムンド (NHK BS1)：2011年11月2日23:00～23:50放送

| スタブアイコン | サブスタブ | この項目は、まだ閲覧者の調べものの参照としては役立たない、音楽関係者（バンド等）に関連した書きかけの項目です。この項目を加筆・訂正などしてくださる協力者を求めています（P:音楽/PJ:芸能人）。 |